# Ново-Александровка (Смоленская область)
Ново-Александровка — деревня в Хиславичском районе Смоленской области России. Входит в состав Череповского сельского поселения. По состоянию на 2007 год постоянного населения не имеет. 
Расположена в юго-западной части области в 17 км к северо-востоку от Хиславичей, в 9 км западнее автодороги А141 Орёл — Витебск. В 10 км восточнее деревни расположена железнодорожная станция Васьково на линии Смоленск — Рославль.
Находится на левом берегу ручья Духовая, напротив на правом берегу находится деревня Хохловка. 

## История
Обозначена на карте РККА 1924,1926 годов, как деревня с 9 дворами.
До 1954 года входила в состав Мадеевского сельсовета Стодолищенского района. В 1954 вместе со всем сельсоветом передана в Новоруднянский сельсовет Хиславичского района .
На топографической карте конца 1970-х годов ещё обозначена, как деревня с 20 жителями.
В годы Великой Отечественной войны деревня была оккупирована гитлеровскими войсками в июле 1941 года, освобождена в сентябре 1943 года.